# 延吉捕虜収容所
延吉捕虜収容所（えんきつほりょしゅうようじょ）は、第二次世界大戦後の数年間、現在の中華人民共和国吉林省延辺朝鮮族自治州の州都・延吉にあった日本人の捕虜を収容した捕虜収容所である。満州東部や朝鮮半島から多くの日本人捕虜が集められ、その後、ソビエト連邦へ送られた。1946年4月のソ連軍の撤退後は東北民主連軍（後に中国人民解放軍へ発展）が管理した。

## 概要

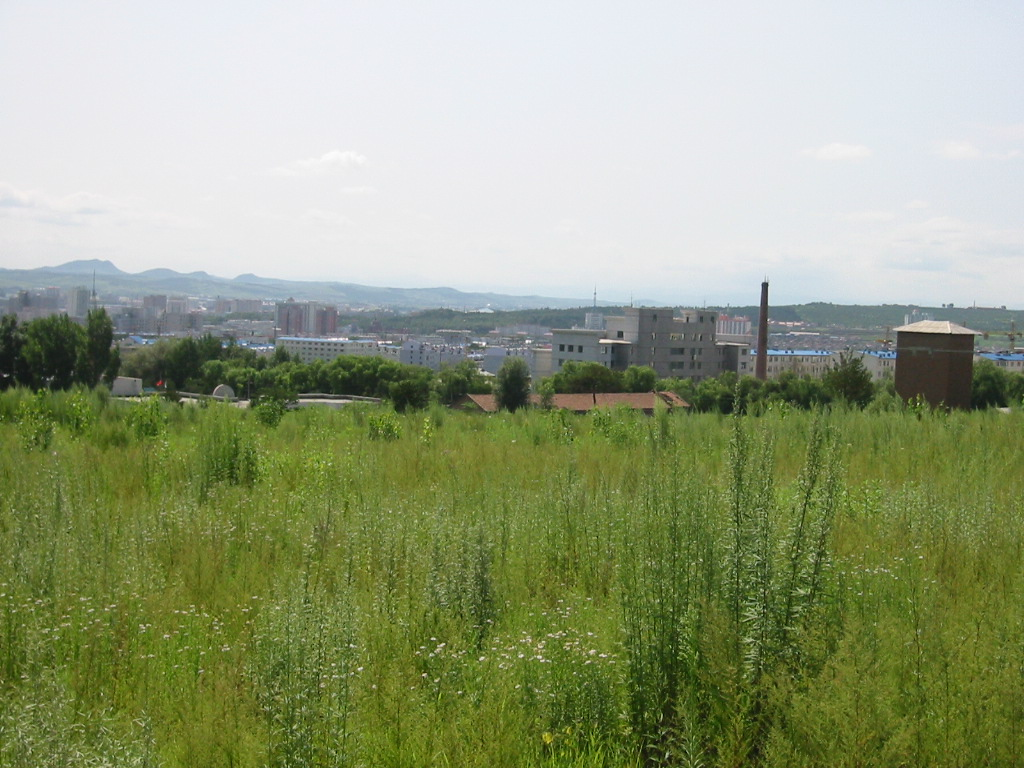
延辺科学技術大学から延吉市街を望む（2005年）

延吉には日本の敗戦後、ソ連軍の手によって第1収容所（俗称28収容所・元関東軍28部隊の駐屯地）や第2収容所（俗称646収容所・元第646部隊駐屯地、現在は中国人民解放軍の駐屯地）、第3病院（元間島陸軍病院。後に中国人民解放軍二二三医院となり現在は「部隊医院」）が開かれ、日本人捕虜の集結地となった。
一方、646収容所は28収容所の西に位置した。28収容所よりも設備が整っており主に日本軍の高官が収容された。
延吉捕虜収容所は、日本人捕虜をシベリアへ移送する前の中継地的な性格をもち、日本軍の第79・112・127の各師団、独立混成第132旅団、機動第1旅団、関東軍の第1方面軍・第3軍・第5軍各直轄部隊など42大隊約4万人が集められた。また朝鮮の平壌、興南、古茂山、富寧等から約1万8000名が送られ、その中に北朝鮮にいた警察官・官公吏ら約2800名を含んだ。

### 1945年12月31日に一部捕虜を釈放
1945年12月31日午後、延吉捕虜収容所から2000名余りの日本人が突然、釈放された。釈放されたのは主に朝鮮北部で拘束された人たちで、その中には山地靖之・平安北道知事、後に小説家となる新田次郎も含まれていた。食糧もなく薄着であったことから行き場もなく、その内50名は再び収容所に戻る。また延吉では多くの日本人の食糧を確保できないことから、再び朝鮮に戻るように延吉日本人居留民会の代表が説得。多くの人が朝鮮と長春へ向けて出発したが、それらの人々の多くは空腹と寒さのために犠牲になったといわれる。突然の釈放は捕虜の食糧を確保できないためであったとも言われる。
1946年1月1日午前、釈放された日本人が省公署に集合しソ連軍と当局に援助を求める。その他約600名は南下を開始。南下しなかった196名は延吉公安局長に旅行証明書を交付するように交渉。1月1日、 延吉から南下した日本人約200名が龍井の病院地下室に宿泊。夜中に在留日本人が栗粥を炊き出し。1月2日には婦人会員の弁当が配られる。1月4日午後5時、31日に釈放され延吉に留まっていた日本人に対して旅行証明書が交付される。団長に山口・黄海道内務部長、副団長に宮崎・新義州税務署長が選ばれる。朝鮮・上三峰までは団体で行動、その後は自由行動となる。
延吉で釈放された日本人の一部が平壌にたどりついた時の様子は、藤原ていが『流れる星は生きている―愛は死を越えて』の中で、「三、四人ずつグループになって、ぽつりぽつり帰って来た。しかも、その人たちの大半は帰っては死んでいった。共同墓地へ死骸を運ぶ行列が毎日のように続いていた」「三人は墓場から出て来た人の姿であった。どう見ても死人に近かった。耳は聞えない。口はきけない。足は立たない。うつろな眼だけが自分の身内を探して、それに焦点を合わせようとしてむなしく頭を垂れる」と描写している。

## 捕虜の犠牲と集団埋葬地

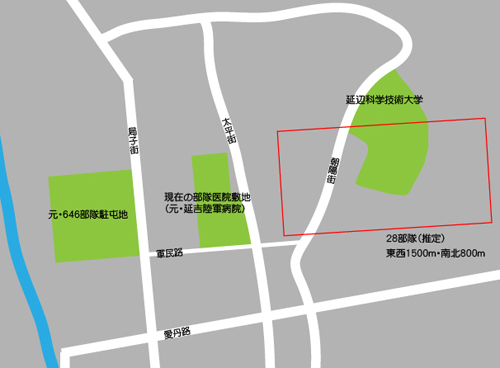
延吉市北部

延吉捕虜収容所では、1945年の秋から46年の春にかけて、飢餓や非衛生的な環境、胸部疾患、発疹チフス等の伝染病で多くの日本人が死亡した。
死亡者は1946年4月12日、合同慰霊祭を行った際に6876名、1948年6月までに8900名余りとされる。
早蕨庸夫『延吉捕虜収容所』では、第三病院の死亡者（1945年9月～1946年4月末日）は1900名～2200名、646収容所の死亡者（1945年9月～1946年5月17日）は約3000名、28収容所（同時期）の死亡者数は2000名～3000名（推定）としている。
遺体は収容所附近に仮埋葬されていたが、春が近づき雪が解け、犬に荒らされるようになったため、1946年3月から4月にかけてソ連軍の命令で、第三病院裏や、646収容所前（将校・憲兵・特務機関員ら）、28収容所（主に下士官・一般兵）の裏山にあわせて1万名の遺体を埋める壕や穴が掘られた。
第三病院では日本人職員が協議し作業班を編成し、軍医・看護婦も加わり全員で作業を行った。
埋葬地にソ連軍が墓標（慰霊碑）を建てたという証言もあるが、ソ連軍撤退後に破壊されたのか今は何も残っていない。日本人の埋葬地は、延吉の人口増にともない、現在は住宅地となっている。延吉北部丘陵に建つ延辺科学技術大学の建設時に「主人のいない共同墓地だった」ため大量の人骨が出たことは広く知られている。
1972年の日中国交正常化から間もない74年から76年にわたって、日中関係改善による中国政府の配慮に対する期待から、「旧満州国間島省延吉付近丘陵地の遺骨収集等に関する請願」が毎年国会に出され議決されたが、遺骨収集事業や公的な慰霊は実現していない。
延吉捕虜収容所で日本人捕虜が犠牲になり、市街地そばに埋葬された歴史は、延辺では知られていない。延吉では、捕虜収容所のほかに、フルハト河の河原、旧延吉神社裏、偕行社、ドイツ教会に隣接した場所などにも多くの遺体が埋葬された。

引揚援護庁は、引揚げが完了する前の1947年ごろ、延吉における日本人死亡者数を暫定で1万8000人余りと公表している。

## ソ連軍の撤退と収容所の解体
1946年4月10日、ソ連軍は東北民主連軍（東北民主連軍吉東保安軍吉林分区）に捕虜収容所を引継ぐ。捕虜処理委員会が成立し、日本人捕虜は農耕隊と生産隊に編成され農業や使役にかり出されるようになった。　引継がれた捕虜はソ連において労働力として使えぬとみなされた日本人で、その数は約1200人。「満州に残留を命ず」では、延吉病院に約1000人、646収容所に約500人、28収容所に約300人と推定している。
1946年4月12日　亡くなった日本人捕虜のための慰霊祭が開かれる。
1946年4月末～5月　捕虜収容所の管理権を引き継いだ東北民主連軍は、第３病院長の元軍医中佐と646収容所の元主計小佐の両日本人幹部を殺害。
1946年6月25日、日本人の合同結婚式が第3病院の玄関前で開かれるも突然中止になる。第3病院の捕虜は28収容所へ移動するよう命令が下り、替わりに東北民主連軍の負傷兵が入る。
1946年8月、延吉捕虜収容所の鉄条網が撤去される。
1947年12月、28収容所には重病の日本人約100人が収容されていた。

## 河南収容所（元・延吉監獄）に収容された満蒙開拓青少年義勇軍

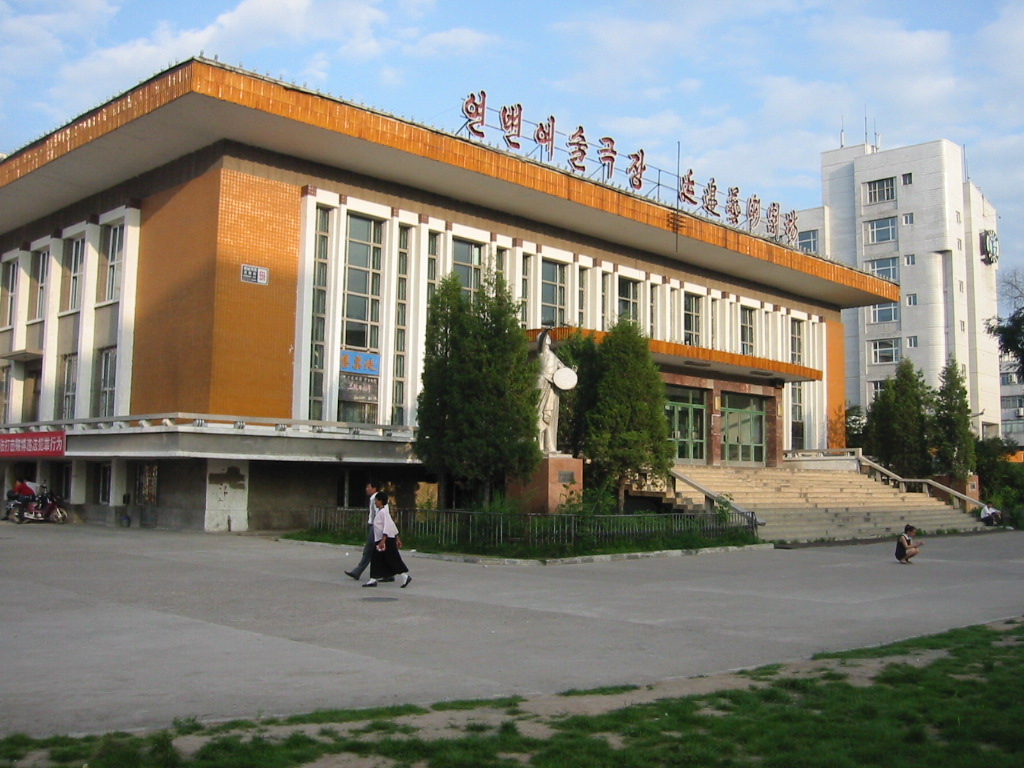
かつて監獄があった場所に建つ延吉の芸術劇場

延吉では捕虜収容所の他に、延吉監獄（現・延辺芸術劇場）にも元間島省の高官や民間の有力者、満蒙開拓青少年義勇軍の少年ら日本人が収容され、劣悪な環境のもとで、多くの人々が命を落とした。
また、溥儀夫人・婉容（満州国皇后）も1946年6月20日、延吉監獄で死亡したといわれる。遺骸は「延吉市南山」あるいは「北山」に葬られたといわれるが確かな場所は不明。 

## 日本人の引揚げと留用
ソ連軍による抑留を免れた捕虜および民間の日本人は、1946年8月から9月にかけて、主に遼寧省の葫蘆島を経由して日本へ帰国した。ただ、医療関係者や特殊技術者は、国共内戦を戦う中共軍に長く留用された。
1945年9月　延吉で日本人居留民会が成立する。
1946年2月末　延安から日本人工作員が到着。
1946年8月13日　国民政府中央軍と八路軍の間で日本人遣送協定が成立。
1946年8月10日　吉林から退却してきた患者用列車が明月溝駅（安図）で事故を起こし、貨車内にいた日本人の医者・看護婦18名が死亡。8月20日、日本人を慰霊する「日本人十八烈士慰霊祭」が愛国館で盛大に挙行される。
1946年8月15日　延吉から日本人帰国第1団が出発。
1946年8月中旬、残留する日本人の医者や看護婦の士気を高めるため、慰安演芸大会を愛国館で開催。日本の看護婦一同が中国語で「東方明」を、八路軍の看護婦一同が日本語で「白百合」を合唱、中国の詩吟や踊りを披露。
1946年8月31日、琿春地区の日本人に対して、9月2日に琿春を発ち帰国するよう命令が下る。9月5日、延辺地区で最後の日本人帰国団が延吉を出発。
1949年7月　延辺大学が開校。農業専科ら多くの日本人が教師を務める。

## 延吉と新田次郎
小説家の新田次郎（1912～1980）も敗戦後の一時期を延吉で過ごした。
新京（現・長春）で敗戦を迎えたのち家族とともに北朝鮮に移動したが、新田次郎一人はソ連軍の捕虜となり延吉に送られた。1945年10月末から12月31日までの2ヶ月を延吉捕虜収容所に入れられたのちに釈放され、八路軍の技術者として雇われ冬を過ごし、夏になって日本人捕虜大隊の一員として葫蘆島（遼寧省）より引揚げを果たした。
日本引揚げまでの経験は『望郷』『豆満江』『七人の逃亡兵』（『新田次郎全集9巻』に収録）に書かれているが、延吉捕虜収容所の経験は記していない。

## 延吉捕虜収容所に収監された人物
- 新田次郎　作家・小説家
- 種村佐孝　陸軍軍人
- 山地靖之　平安北道知事
- 沢田四郎作　民俗学者、1946年4月14日ソ連へ連行[13]